# Сільвана Імам
Сільвана Імам (швед. Silvana Imam, нар.. 19 вересня 1986 року у Клайпеді, Литовської РСР, СРСР) — шведська хіп-хоп виконавиця.

## Життєпис
Мати Сільвани — лінгвістка з Самогітії, Литва, батько — адвокат і журналіст з Сирії. Деякий час родина жила в Празі, але коли Сільвані було чотири роки, вони переїхали до Швеції і рік проживали в місті Кіруні. Після цього переїхали в передмістя Стокгольма, де Сільвана вчилася і грала в баскетбол.
Після закінчення школи Сільвана тимчасово працювала вчителем, а потім поїхала працювати моделлю до Нью-Йорку. Повернувшись до Швеції, у 2012 році отримала ступінь магістра в галузі психології та англійської мови в Стокгольмському університеті.
У 2012 році приєдналася до хіп-хоп колективу RMH, а в травні 2013 року випустила дебютний альбом Rekviem на лейблі Playground Music. До альбому увійшла пісня «Blomstertid, igen», записана спільно з гуртом Min stora sorg.
У травні 2014 року вийшов EP När du ser mig — Se dig, після чого влітку 2014 року вирушила в тур Jag ser dig містами Швеції.
В січні 2015 року підписує контракт з лейблом Refune Records Себастьян Інгроссо, після чого в квітні 2015 року виходить другий EP Jag dör för dig і Сільвана вирушає у новий тур Швецією.
15 жовтня 2015 року стала гостею прем'єрного епізоду шоу Edit: Dirawi популярної ведучої Гіни Діраві. У тому ж місяці з'явилася в шоу Nästa Nivå («Наступний рівень») телеканалу Aftonbladet TV, в якому обговорювала реп з хіп-хоп виконавцем Sebbe Staxx.
У жовтні 2016 року було оголошено, що Сільвана зіграє на 31-му фестивалі Eurosonic Noorderslag у Гронінген, Нідерланди.
28 жовтня 2016 року Гокан Гелльстрем спільно з Nisj випустив ремікс пісні «Du fria», в записі якого була задіяна Сільвана. Влітку 2017 року вони зіграли пісню на кількох концертах Гокана.
Сільвана співпрацювала з багатьма іншими музикантами, наприклад, у піснях «Det här är inte mitt land» Thomas Stenström, «Guldtänder» Jaqe, а також в реміксі «Höru Mej Bae» Michel Dida нарівні з Cherrie, Sabina Ddumba, Seinabo Sey і Mapei.
15 вересня 2017 року вийшов документальний фільм «Вальс — розбудіть мене, коли прокинетеся» (Silvana — väck mig när ni vaknat) режисерів Mika Gustafson, Olivia Kastebring і Christina Tsiobanelis.
У своїх текстах Сільвана описує себе «Ван Гогом репу», «Лібераче репу», «Тарантіно репу».

### Номінації та нагороди
У 2012 році номінована в категорії «Найкращий новий виконавець» премії Kingsizegalan.
В лютому 2015 року отримала нагороди «Гомосексуал року» за версією QX Gaygalan та «Кращий живий виступ» за версією Manifestgalan.
У листопаді 2015 року перемогла в категорії «Поет-пісняр року» премії Musikförläggarnas pris.
16 січня 2016 року виграла нагороду за найкращий живий виступ премії P3 Guldgalan.

### Активізм
Спільно з художницею Ганною Кіш (Hanna Kisch), антирасистською платформою This is Sweden, а також за ініціативою організації Make Equal Сільвана займалася виставкою «Nonsense Warrior» в музеї виконавських мистецтв Scenkonstmuseet у Стокгольмі. Виставка являла собою соціально-критичний проект із залученням різних художників і проведенням супутніх заходів.
У вересні 2017 року вийшла антологія «Діти третього світу» (Third Culture Kids), в якій Сільвана була задіяна разом з 40 іншими авторами — дітьми іммігрантів з третіх країн, що нині живуть в Швеції.

### Особисте життя
Сільвана перебуває у відносинах із співачкою Беатріс Елі (Beatrice Eli), з якою спільно виступила під ім'ям Vierge Moderne в червні 2015 року в Гетеборзі. Назва Vierge Moderne було запозичено з вірша шведськомовної фінської поетеси Едіт Седергран.

## Дискографія
- 2013 — Rekviem
- 2014 — När du ser mig — Se dig (EP)
- 2015 — Jag dör för dig (EP)
- 2016 — Naturkraft